# Żyd Süss (film 1940)
Żyd Süss (niem. Jud Süß) – niemiecki film propagandowy z 1940, w reżyserii Veita Harlana. Film opowiada biografię Josepha Süß Oppenheimera, niemieckiego kupca żydowskiego, związanego z dworem wirtemberskim na początku XVIII wieku.
Podstawą scenariusza były dwa literackie utwory biograficzne o tym samym co film tytule: nowela autorstwa Wilhelma Hauffa z 1827 oraz powieść autorstwa Liona Feuchtwangera z 1925 (zekranizowana w Wielkiej Brytanii w 1934). Autorzy filmowego scenariusza, opierając się na literackich biografiach i danych historycznych, stworzyli propagandowy obraz, by ilustrował rasistowskie założenia nazistowskiej ideologii.

## Obsada
- Ferdinand Marian – Joseph Süß Oppenheimer
- Werner Krauss – dwie role: rabin Loew i Levy, sekretarz Süssa
- Kristina Söderbaum – Dorothea Sturm
- Heinrich George – książę Karol Aleksander Wirtemberski
- Eugen Klöpfer – Sturm, radca stanów krajowych, ojciec Dorothei
- Hilde von Stolz – księżna wirtemberska

## Fabuła
Obejmując tron książę Wirtembergii jest bliski bankructwa. Jest władcą kochanym i szanowanym przez poddanych, otoczonym gronem bliskich przyjaciół. O pożyczkę zwraca się w zaufaniu do kupca Oppenheimera, który decyduje się osobiście zawieźć na dwór złoto, biżuterię i inne dobra. Słysząc o planach księcia, ofiaruje się sfinansować powstanie dworskiej orkiestry i kolekcji dzieł sztuki. Jako pokrycie rosnących długów, drogą szantażu i korupcji, Oppenheimer uzyskuje od księcia zezwolenie na pobieranie myta na drogach i mostach księstwa.
Windując ceny myta, Oppenheimer doprowadza do wzrostu cen żywności (której dominującym dostawcą sam zostaje), a co za tym idzie zubożenia, postępującej biedy i niezadowolenia społecznego poddanych księcia. Pod wpływem Süssa książę znosi zakaz przebywania i osiedlania się Żydów w Wirtembergii; Süss łamie także sumienie księcia, podsuwając mu kochanki. Kiedy zubożały niemiecki rzemieślnik próbuje dokonać zamachu na Oppenheimera, ten uzyskuje od księcia pozwolenie na podejmowanie nieograniczonych działań „w interesie bezpieczeństwa księcia”. Władza Oppenheimera staje się niemal absolutna.
Ostatnim z posunięć Oppenheimera jest propozycja utworzenia osobistego wojska księcia (pokrycie kosztów zatrudnienia najemnych żołnierzy deklarują zamożni żydowscy kupcy). Kiedy książę na czele swojego oddziału ma wjechać do miasta, buntują się mieszkańcy Wirtembergii. Regularne wojsko odmawia stłumienia buntu, do którego wręcz przyłącza się, wspierając mieszkańców w proteście przeciw wejściu do miasta zagranicznych żołnierzy.
Uwięziony w ratuszu książę umiera na atak serca. Po procesie, będącym wyliczeniem rozlicznych krzywd, jakich Niemcy doświadczyli od Żydów, Oppenheimer zostaje stracony, a Żydzi wypędzeni z Wirtembergii.

### Ideologiczne manipulacje
Obraz żydowskich bohaterów filmu stanowi dokładne odzwierciedlenie antysemickich stereotypów, którym hołdowała III Rzesza. Cechy takie jak chciwość, skąpstwo, mściwość, przestępcze skłonności, obyczajowe dewiacje oraz fizyczna brzydota noszą w filmie wyłącznie Żydzi (wyjątkiem jest postać księcia Karola Aleksandra, który chociaż zobowiązał się do przestrzegania konstytucji, w imię chciwości – domagał się ufundowania opery i baletu – dążył do przeciwstawienia się radzie, a gdy ta odmówiła poparcia, powiększył dług wobec Oppenheimera). Niemieccy bohaterowie są z reguły uczciwi i kierują się szlachetnymi pobudkami, a jeżeli popełniają niedobre uczynki, to tylko w wyniku intryg Żydów.
Pojawiająca się w początkach filmu scena zgolenia brody i zdjęcia chałata przez Oppenheimera przed pierwszą podróżą do księcia (Żydzi mieli zakaz wstępu do Wirtembergii) jest zawoalowaną ilustracją antysemickiego stereotypu o ukrywaniu przez Żydów swojej prawdziwej natury w celu zbliżenia się do innych nacji i środowisk z jednoznacznie złymi intencjami.
Także konstrukcja fabuły: przedstawienie działań demonicznego głównego bohatera jako dążenia do skupienia w swoim ręku władzy, z wykorzystaniem dworskich intryg, prób finansowej i gospodarczej dominacji oraz dezynwoltura w traktowaniu historycznych faktów i specyficzne posunięcia z zakresu techniki filmowej (kadrowanie, oświetlenie postaci, muzyka ilustracyjna) służą tworzeniu opozycji dobrzy Niemcy – źli Żydzi. Dlatego, pomimo oparcia fabuły filmu o historyczne postaci i wydarzenia, Żyd Süss pozostaje filmem propagandowym.
„W omówieniach prasowych (III Rzeszy) zakazano określania filmu jako antysemicki. Uznano, że bez żadnego podpowiadania film spełni swoje propagandowe zadania”.

### Obrona filmu
Chociaż został zrobiony z zamiarem wywołania negatywnych odczuć do przedstawicieli narodu żydowskiego, film nie szerzył kłamstw. Może być zatem traktowany jako historyczny, a postacie, mimo przerysowania, przekazują w jednoznaczny sposób, jakie cechy i wartości moralne są dobre, a jakie złe. Ponadto fabuła nie uderza bezpośrednio w cywilizację żydowską – jednym z istotnych bohaterów jest rabin Loew, który jako człowiek religijny brzydzi się krętackim postępowaniem Oppenheimera. Pokazanie różnicy pomiędzy Żydami religijnymi i niereligijnymi czyni dzieło podobnym do innego filmu niemieckiej propagandy, „Rotszyldowie. Akcje pod Waterloo”. Przesłanie jest takie: to nie religijność czyni Żyda złym, a porzucenie tej religijności i fanatyczne skupienie się na pieniądzach.
Nie ma również jednoznacznego rozgraniczenia charakterów na niemieckie i żydowskie. Kluczową postacią jest w tej kwestii książę Karol Aleksander, pokazany na początku w scenie ślubowania wierności konstytucji Wirtembergii. Była to najwyższa przysięga i złamanie jej było najcięższym z przewinień ukazanych w filmie. Fakt, że dokonał tego Niemiec, świadczy o niejednoznaczności przekazu „Niemcy dobrzy, Żydzi źli”. Należy również podkreślić, że zakaz wstępu Żydów do Wirtembergii nie był aktem agresji wobec nich, ale suwerenną decyzją państwa, które nie miało obowiązku wpuszczać każdego na swój teren.
Nie ma wątpliwości, że dzieło ma charakter propagandowy. Nie przeczy to jednak jego wiarygodności, a zatem powinno być oceniane według zgodności z prawdą historyczną, a nie osobistych poglądów odbiorców.

## Realizacja filmu
Zgodnie z pierwotnym planem ministra propagandy Josepha Goebbelsa, główną rolę miał zagrać Gustaf Gründgens. Ten jednak, korzystając z protekcji Hermanna Göringa, zdołał odmówić Goebbelsowi. Dyktator nazistowskiej kinematografii zdecydował więc o obsadzeniu w głównej roli Ferdinanda Mariana, a opierającego się aktora zaszantażował groźbą uwięzienia jego pasierba, posiadającego po ojcu żydowskie pochodzenie. Ministerstwo Propagandy na początku powierzyło reżyserię filmu Peterowi Brauerowi, ale i tę decyzję zmieniono, na rzecz Veita Harlana.
Ostateczny kształt scenariusza zaakceptowano w maju 1940. Zdjęcia do filmu realizowano w atelier berlińskiej wytwórni UFA oraz naturalnych plenerach w Pradze (wejście Żydów do Wirtembergii, modły w synagodze), Warszawie i Lublinie. W scenach zbiorowych występowali Żydzi z okupowanych Czech i Moraw oraz Generalnego Gubernatorstwa, zmuszeni do darmowej pracy przez niemieckie władze. Dokumentację życia środowisk żydowskich osobiście wykonywał w grudniu 1939 reżyser filmu.
Veit Harlan otrzymał za film gażę 150 tys. RM, aktor Werner Krauss 70 tys., a Ferdinand Marian i Kristina Söderbaum po 65 tys. RM.

## Odbiór filmu
W państwowych kinach na terenie III Rzeszy film obejrzało ponad 20 milionów widzów w ciągu pierwszego roku wyświetlania. Film spełnił swoją propagandową rolę uzasadnienia podejmowania przez Niemców radykalnych działań wobec Żydów, przygotowując u opinii publicznej grunt pod ostateczne rozwiązanie. Film wyświetlano jednostkom SS, prezentowano go na terenach, skąd wysiedlano Żydów, a także załogom obozów koncentracyjnych. Np. w listopadzie 1940 po pokazie filmu strażnicy obozu w Dachau zamordowali w ciągu jednej nocy około pięciuset żydowskich więźniów.
Władze neutralnej Szwecji zakazały wprowadzenia filmu na ekrany na początku 1941. W czasie wojny przedsiębiorstwu dystrybucyjnemu związanemu z nazistami nie udało się pokazać filmu publicznie, ale jego seanse urządzała na swoim terenie ambasada III Rzeszy w Sztokholmie. Wyświetlania Żyda Süssa zabroniła też Bułgaria, mimo że pozostawała jednym z państw Osi. Premierę w okupowanej Polsce zaplanowano na 1 lipca 1944, podczas otwarcia międzynarodowego kongresu antyżydowskiego, ale z uwagi na sytuację na froncie kongres, a co za tym idzie uroczysty pokaz filmu, odwołano.
Po projekcji filmu w Marsylii doszło do zamieszek skierowanych przeciw Żydom.

### Proces reżysera

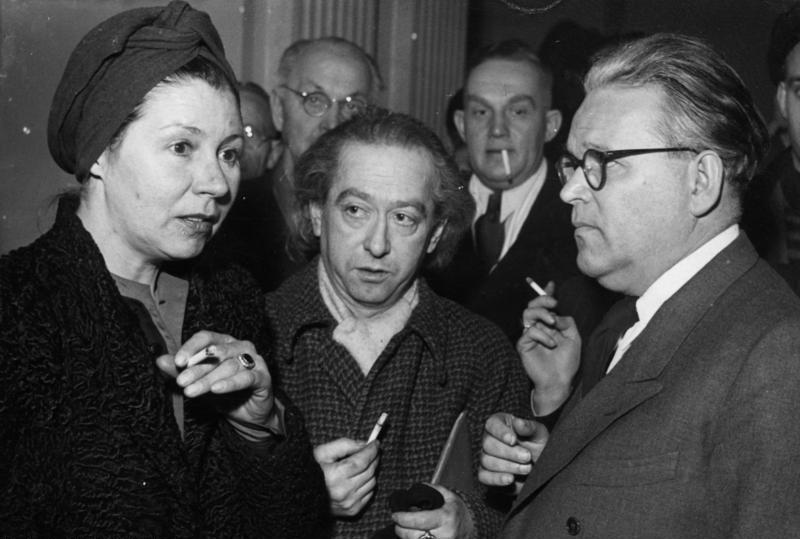
Veit Harlan (pierwszy po prawej) w rozmowie z żoną Ferdinanda Mariana podczas procesu w 1949

2 lutego 1949 roku przed sądem w Hamburgu rozpoczął się proces Veita Harlana. Oskarżono go o zbrodnię przeciw ludzkości: prokurator Heinz Kramer chciał dowieść, że realizując nienawistny wobec Żydów film, Harlan udzielał pomocy w popełnianiu masowych morderstw, albowiem film ten miał na celu psychologiczne przygotowanie Niemców do czynów zbrodniczych i był bezpośrednim wezwaniem do największego mordu masowego nowożytnych czasów. Harlana bronił zespół czterech adwokatów. Sąd w ramach przewodu procesowego obejrzał jeden raz całego Żyda Süssa, a potem w toku rozpraw kilkakrotnie poszczególne fragmenty filmu.
Obrońcy Veita Harlana starali się dowieść, że został on zmuszony przez Goebbelsa do nakręcenia Żyda Süssa, a o kształcie filmu faktycznie decydowali tylko naziści. Oskarżenie przedstawiło dokument podpisany przez dr. Franza Hipplera, szefa departamentu kinematografii w Ministerstwie Propagandy, powierzający reżyserię filmu Peterowi Braunerowi, ale sąd stwierdził, że nie można tylko dlatego uznać, że to sam Veit Harlan zabiegał o zmianę reżysera i posadę dla siebie. Dodatkowo obrona przedstawiła kilka kolejnych wersji scenariusza z odręcznymi poprawkami autorstwa Goebbelsa, szczególnie skupiającego się na eskalowaniu przemocy (na czele ze sceną gwałtu, którego Oppenheimer dokonuje na młodej Niemce) i wybijaniu akcentów propagandowych ponad fabularne. Harlan wyznał jednak przed sądem, że do przyjęcia propozycji Goebbelsa skłoniła go wyłącznie zawodowa bezczynność. Nie były to argumenty o zagrożeniu wolności i życia (jak utrzymywała obrona), ani nie było to przekonanie o słuszności ideowej filmu (jak dowodził prokurator).
Prokuratura wskazywała, że nawet na tle ówczesnych filmów propagandowych (np. Heimkehr, Żyd, wieczny tułacz) splendory, jakie spływały na Harlana, były czymś niezwykłym. Zainkasował najwyższą w historii gażę, oficjalnie zaczęto go tytułować profesorem, otrzymał z rąk Goebbelsa Niemiecki Pierścień Filmowy, najwyższe indywidualne wyróżnienie dla twórców kinematografii. Sąd, przychylając się do argumentów obrony, uznał, że te wyróżnienia świadczyły jedynie o entuzjastycznej ocenie filmu przez władze, a nie można mówić, by miały związek z oceną wpływu filmu na opinię publiczną.
W mowie końcowej Heinz Kramer wnosił o karę pięciu lat pozbawienia wolności, utratę praw obywatelskich na dwa lata oraz grzywnę w wysokości 150 tys. marek (de facto zwrot gaży). Prokuraturze nie udało się ostatecznie udowodnić ani zbrodniczych intencji, które miałyby przyświecać oskarżonemu reżyserowi w procesie twórczym, ani odpowiedzialności za wykorzystanie jego filmu w machinie propagandowej. 28 marca 1949 ława przysięgłych uznała Veita Harlana niewinnym zarzucanych mu czynów.

## Powojenne losy filmu
Żyd Süss jest jedynym niemieckim filmem propagandowym z lat 1939–1945, który po wojnie wszedł do regularnej dystrybucji kinowej. W 1955 radziecka centrala handlu zagranicznego „Sovexport” sprzedała krajom w Afryce i na Bliskim Wschodzie wersję filmu z napisami w języku arabskim, ocenzurowaną obyczajowo (pod kątem szariatu), ale w całości zachowującą antysemicki wydźwięk.
Właścicielem praw autorskich do filmu jest Fundacja Friedricha Wilhelma Murnau. Jedynie fundacja posiada kopie filmu w języku niemieckim, które wypożyczane są na autoryzowane pokazy. Taki seans musi być poprzedzony wykładem przedstawiającym historyczne tło powstania filmu, po projekcji odbywa się dyskusja.
W 2008 ukazało się w USA wydanie Żyda Süssa na DVD, z odświeżonym cyfrowo obrazem, wzbogacone o materiały historyczne i naukowe dysertacje o filmie. Dystrybucja tego wydawnictwa jest zakazana w Niemczech, Francji, Włoszech i Austrii.

### „Amerykańskie” kontrnegatywy
Z odnalezionych po wojnie w amerykańskiej strefie okupacyjnej dwóch kontrnegatywów, sporządzonych jeszcze w 1940 z oryginalnych kopii, jeden przekazany został do Waszyngtonu, a drugi nielegalnie trafił w prywatne ręce szwajcarskiego kolekcjonera. Na początku 1954 Veit Harlan odkupił ten kontrnegatyw za 75 tys. marek i w maju publicznie spalił w obecności notariusza i dziennikarzy, na terenie posiadłości niedaleko Zurychu. Harlan tłumaczył, że w ten sposób chce się rozliczyć ze swoją zawstydzającą przeszłością artystyczną.
Według informacji tygodnika „Der Spiegel”, kolekcjoner Theo Torriani zanim sprzedał kontrnegatyw, odbił z niego 30 kopii. Były one od października 1953 rozprowadzane prywatnymi kanałami przez spółkę z Berlina Wschodniego, w cenie 5 tys. marek zachodnioniemieckich od sztuki, pod fałszywym tytułem J.S. Oppenheimer. Jesienią 1954 francuscy dziennikarze także dotarli do paryskiego pośrednika, który oferował kolekcjonerowi w Ameryce Południowej kopię Żyda Süssa.

## Literatura dodatkowa
- Lesław Czapliński: Modele propagandy (o filmie Żyd Süss), „Kino” 4/1991.